# Bundesgesetz über den Konsumkredit
Das Bundesgesetz über den Konsumkredit (kurz Konsumkreditgesetz, KKG) ist ein in der Schweiz geltendes Bundesgesetz zur Erhöhung des Schutzes des Kreditnehmers vor Überschuldung. Am 1. Januar 2003 ist das revidierte Gesetz in Kraft getreten. Das Konsumkreditgesetz erfasst Konsumkredite und Leasingverträge an natürliche Personen, die keinem beruflichen oder gewerblichen Zweck dienen, Kredit- und Kundenkarten sowie Überziehungskredite.
Die Verordnung zum Konsumkredit (VKKG), erlassen vom Bundesrat (SR 221.214.11), regelt einige spezielle Ausführungsbestimmungen, darunter den aktuell gültigen Höchstzins von (Stand März 2010) aktuell 15 % pro Jahr.

## Kreditarten
Das Konsumkreditgesetz gilt für die folgenden Arten von Krediten bzw. Abzahlungsverträgen:
- Überziehungskredite auf laufendem Konto und
- Kontoüberziehungen, die die Bank stillschweigend akzeptiert.
- Kredit- und Kundenkarte mit Kreditoption
- Darlehen (insbesondere Finanzierungs- und Ratenkredite), Zahlungsaufschübe und ähnliche Finanzierungshilfen
- bestimmte Leasingverträge

## Ausnahmen
Ein Überziehungskredit fällt insbesondere dann nicht unter das Konsumkreditgesetz, wenn er
- grundpfandgedeckt ist
- durch hinterlegte bankübliche Sicherheiten gedeckt ist
- durch ausreichende Vermögenswerte gedeckt ist, welche der Kreditnehmer beim Kreditgeber hält
- weniger als CHF 500 oder mehr als CHF 80’000 beträgt
- innert 3 Monaten zurückbezahlt werden muss

Das Gesetz ist ausserdem nur anwendbar, wenn der Kreditnehmer eine natürliche Person ist und den Kredit für private Zwecke aufnehmen möchte.

## Vertragsinhalt
Ein Konsumkreditvertrag unterliegt recht strengen Formvorschriften. So muss er auf jeden Fall schriftlich abgefasst werden und neben dem Nettobetrag des Kredits den sogenannten effektiven Jahreszins aufführen, das sind die Gesamtkosten für den Kreditnehmer, inklusive eventueller Spesen oder anderer Gebühren. Auch die geplante Rückzahlungsfrist mit den jeweiligen Raten ist anzugeben. Der Vertrag muss ausserdem einen Passus enthalten, der dem Kreditnehmer jederzeit die vollständige Rückzahlung des gesamten Betrages erlaubt – unter Reduktion der Zinsen – und auch die Möglichkeit des Widerrufs muss im Vertrag erwähnt werden.
Eine besondere Form des Konsumkreditvertrages ist der Leasingvertrag, der zwar auch in dem Gesetz behandelt wird, aber durchwegs als Spezialfall angesehen wird. Auch die Vorschriften für den Inhalt unterscheiden sich vom normalen Kreditvertrag, insofern z. B. eine sofortige Rückzahlung nicht jederzeit möglich ist, sondern im Gegenteil bei Vertragsrücktritt der Kreditnehmer dem Verleiher Geld für diesen Rücktritt schuldet.

## Kreditfähigkeitsprüfung
Laut Art. 28 des Bundesgesetzes über den Konsumkredit ist die Prüfung der Kreditfähigkeit des Konsumenten obligatorisch. Ein Konsument gilt als kreditfähig, wenn die monatliche Kreditrate den pfändbaren Teil des Einkommens nicht übersteigt. Hierbei wird von einer Rückzahlung von maximal 36 Monaten ausgegangen. Der maximale Konsumkreditbetrag wird durch das Gesetz bestimmt, wozu der pfändbare Teil des Einkommens mit 36 multipliziert wird.

## Summarische Kreditfähigkeitsprüfung
Im Gegensatz zur ausführlichen Kreditfähigkeitsprüfung bei Darlehen (Bankkrediten) muss der Kreditgeber bei Überziehungskrediten lediglich eine sogenannte summarische Kreditfähigkeitsprüfung durchführen. Diese basiert auf den Angaben des Kreditnehmers über seine Einkommens- und Vermögensverhältnisse sowie einer Abfrage der bei der Informationsstelle für Konsumkredit (IKO) registrierten Kredite durch den Kreditgeber.
Versäumt es der Kreditgeber allerdings, die Kreditfähigkeitsprüfung sorgfältig genug zu machen und gewährt er den Kredit trotz entsprechender Mängel, so ist dem Schuldner automatisch der gesamte Zins inklusive Spesen erlassen. Ist das Verschulden des Kreditgebers schwerwiegend, muss er auch den Kreditbetrag selber abschreiben. Mit dieser Klausel soll das „verschleudern“ von Krediten eingedämmt werden.

## Widerrufsrecht des Kreditnehmers
Der Kreditnehmer kann einen Überziehungskredit innerhalb von 14 Tagen nach Erhalt der für ihn bestimmten Vertragskopie schriftlich widerrufen. Kein Widerrufsrecht hat der Kreditnehmer bei stillschweigend akzeptierten Kontoüberziehungen.

## Maximaler Zinssatz
Der höchste zulässige effektive Jahreszins für Konsumkredite betrug bis 1. Juli 2016 15 %, wurde dann aber auf 10 % gesenkt.

## Meldepflicht
Das Gesetz sieht vor, dass die Kreditgeberin der Informationsstelle den von ihr gewährten Konsumkredit oder abgeschlossenen Leasingvertrag melden muss. Bei Kredit- und Kundenkartenkonti besteht diese Meldepflicht erst ab einem ausstehenden Betrag von CHF 3'000.

## Kreditvermittlung
Nach Art. 39 des Konsumkreditgesetzes wird in der Schweiz für die gewerbliche Kreditvermittlung eine Zulassung benötigt, welche vom Kanton, in der der Kreditvermittler seinen Sitz hat, ausgestellt wird. Kreditvermittlern ist es verboten von den Konsumenten Vermittlungs- oder Bearbeitungsgebühren zu erheben.

## Bundesgesetz gegen den unlauteren Wettbewerb (UWG)
Neben dem KKG finden bei Konsumkrediten auch Artikel 3k-n des Bundesgesetz gegen den unlauteren Wettbewerb Anwendung, insbesondere Artikel 3n, das festschreibt, dass die Kreditvergabe verboten ist, falls sie zur Überschuldung der Konsumentin oder des Konsumenten führt.